# مانوئل آلونسو آرایزاگا
 مانوئل آلونسو آرایزاگا (انگلیسی: Manuel Alonso Areizaga؛ ۱۲ نوامبر ۱۸۹۵ – ۱۱ اکتبر ۱۹۸۴) یک تنیس‌باز اهل اسپانیا بود.